# الإبادة الجماعية لتركمان العراق
الإبادة الجماعية لتركمان العراق كانت سلسلة من عمليات القتل والاغتصاب والإعدام والطرد والاستعباد الجنسي لتركمان العراق على يد تنظيم الدولة الإسلامية. بدأ الأمر عندما استولى تنظيم الدولة الإسلامية على أراضي التركمان العراقية حتى فقدوا كل أراضيهم في العراق. في عام 2017، البرلمان الکراقي اعترفت رسمياً باضطهاد داعش لتركمان العراق على أنه إبادة جماعية،  وفي عام 2018، الأمم المتحدة تعرفت رسميا بالعبودية الجنسية للفتيات والنساء التركمانيات العراقيات.

## المعلومات الأساسية قبل الإبادة الجماعية

### تركمان العراق
التركمان العراقيون هم ثالث أكبر مجموعة عرقية في العراق. هم من أصل تركي ويعيشون في المنطقة التاريخية الإقليم التركماني العراقي، ويحيط بهم عرب من الجنوب وكرد من الشمال. إنهم منقسمون بالتساوي تقريباً بين السنة والشيعة الذين لعبوا دوراً كبيراً في الإبادة الجماعية. لقد كانوا في السابق أهدافًا لمجازر مثل مجزرة آلتون كوبري، حادثة كاورباغي، ومذبحة كركوك عام 1959، ومجزرة كركوك عام 1924.

### داعش
خلال هجوم حزيران / يونيو 2014 على شمال العراق، استولى تنظيم الدولة الإسلامية على العديد من الأراضي ذات الأغلبية التركمانية أو التي يسكنها عدد كبير من التركمان، مثل الموصل وتلعفر وأجزاء من محافظتي كركوك وديالى.

## الإبادة
في يونيو 2014، عندما استولى جيش داعش على طلفر لأول مرة، اختطف 1300 تركمان عراقي، وحوالي 700 رجل و470 امرأة و130 طفلا. ذكر الجبهة التركمانية العراقية أن 42 فقط من أصل 1300 قد عادوا، مع عدم رؤية الباقي مرة أخرى. كان عدد التركمان المذبحين 300 احرقت المنازل التركمانية، وسرقت مواشي الضحية واضطر الكثيرون إلى الفرار. في سبتمبر 2014، نزح ما لا يقل عن 350،000 تركماني، معظمهم من تل عفر. كانوا في خطر المجاعة. منذ الهجمات، فر حوالي 90 في المائة من تركمان تلعفر، وفقا للسكان والناشطين المحليين. ادعى مهدي البياتي، وزير حقوق الإنسان العراقي السابق والمتحدث باسم مؤسسة الإنقاذ التركمانية، أن عدد اللاجئين التركمانيين ارتفع إلى 600000 في فبراير 2017. ادعى مهدي البياتي أيضا أن البنية التحتية لكل منطقة تركمان تضررت بشدة من قبل داعش.
في 9 يونيو، قتل 15 سجينا تركمانيا من طلفر على يد داعش في الموصل. بعد قصف مسجد شيعي في نفس المدينة، فر الكثير من الناس من المدينة وقتل تسعة لاجئين. ترك 65 طفلا من الطائفتين الإيزيدية والتركمانية في دار للأيتام في الموصل، الذين أصيبوا بصدمة من مشاهدة مقتل والديهم. تعرض بعض هؤلاء الأطفال للاعتداء الجنسي.
في 16 يونيو 2014، ذبح داعش ما لا يقل عن 40 تركمانيا من 4 مواقع مختلفة (شارداغلي، كاراناز، بشير، بيرافشي)، وكلها بالقرب من مدينة كركوك. كما اتهم داعش مرة أخرى باستهداف التركمان بسبب عرقهم. بعد يوم واحد، قتل 52 تركمانيا آخرين في بشير، ووفقا للسكان المحليين، كانت المذبحة ذات دوافع عرقية. عانى نفس الموقع مرة أخرى مرة واحدة في 18 يونيو وبين 20 و21 يونيو، مما أسفر عن مقتل خمسة ثم 17 مدنيا. وفقا لماركو بابيل، ادعى ممثل اليونيسيف في العراق أنه وفقا لشاهد من بشير، تم ذبح 700 تركمان في المدينة. في عام 2014، فر التركمان الشيعة من الكيبا وشرايخان بعد تهديدات من داعش. كما فر العديد من السكان التركمانيين في قرى طلفار والبشير وبيرافشي وكاراناز بعد تلقي المزيد من الرسائل من الجهاديين.
في 18 يونيو خلال الاشتباكات بين داعش والقوات البرية العراقية بين مدينتي أميرلي وتوز، قتل ما لا يقل عن 20 مدنيا تركمانيا. خلال حصار أميرلي، فقد 150 شخصا حياتهم بسبب الظروف القاسية، بما في ذلك 50 طفلا و10 أطفال حديثي الولادة. بعد سقوط أميرلي في عام 2014، تم قطع إمدادات الكهرباء والغذاء والمياه في المدينة. فقد العشرات حياتهم، بما في ذلك النساء الحوامل، قبل تسليم المساعدات الإنسانية. تم حرق المنازل والمدارس، وكذلك المساجد في كاراناز وشارداغلي وبيرافشي.
في 23 يونيو، اختطف داعش ما لا يقل عن 75 تركمانيا من مناطق غوبا وشريكهان وتلافار. تم العثور على جثتين فقط، في واد شمال غوبا. من المحتمل أن يتم إعدامهم. فرت 950 عائلة تركمانية من المناطق بعد أن طالبهم داعش بالمغادرة.
في 7 أغسطس، تم إعدام 100 رجل تركماني في سنجار.
ألقى داعش القبض على 30000 شخص من خلفيات مختلفة، بما في ذلك التركمانيين، في الموصل بين يونيو وأكتوبر 2014.
تم القبض على ما يقدر بنحو 600 امرأة تركمانية واستخدامها كعبيد جنسيين من قبل داعش. تم إرسال حوالي 400-500 منهم إلى سجون داعش المؤقتة في سوريا. في فبراير 2018، احتجت مجموعة من النساء خارج مكتب الأمم المتحدة لحقوق الإنسان في كركوك. حملوا لافتات وطالبوا الحكومة العراقية بفعل شيء لاستعادة حوالي 450 امرأة تركمانية مفقودة، على الرغم من تجاهل الاحتجاج. خشي حسن توران، زعيم الITF، من أنه إذا عادت النساء التركمانيات، فمن المرجح أن يصبحن ضحايا لعمليات قتل الشرف من قبل أسرهن. صرح بأن "العديد من الفتيات لن يعودن، ولا يسعني إلا أن آمل أن تقبلهن عائلاتهن إذا عادن. إنهم الضحايا." في وقت لاحق من عام 2018، اعترفت الأمم المتحدة أخيرا بالعبودية الجنسية للنساء التركمانيات. قالت امرأة تركمانية لم تذكر اسمها، من بلدة العلم الصغيرة بالقرب من تكريت، التي نجت من داعش، لبي بي سي التركية إن داعش فصل الفتيات العازبات عن النساء المتزوجات، وبدأ في اغتصاب الفتيات العازبات أمام الجميع. كما اغتصب داعش معلمة اللغة التركمانية في المدينة لدرجة أنها توفيت نتيجة لذلك. صرح بعض التركمانيين العراقيين ومنظمات حقوق الإنسان أن الإبادة الجماعية للدولة الإسلامية على التركمانيين العراقيين غذتها معاداة تركيا.
كان الأطفال أيضا ضحايا الاختطاف عادة لأسباب تدريبية. في نينوى في 13 مارس، تم اختطاف 25 طفلا تركمانيا تتراوح أعمارهم بين 10 و17 عاما من دار أيتام بارام وإرسالهم إلى معسكرات تدريب الأطفال في تلعفر.
في مارس، تم العثور على مقبرة جماعية تابعة ل 16 تركمانيا في البشير، بالقرب من كركوك. مرة أخرى في مارس، أعدم داعش 9 أرامل تركمانيات في قرة كويان، نينوى، قتل جهاديين أزواجهن. كان سبب إعدامهم هو رفضهم الزواج من مقاتلي داعش. في قرية بيرافسيلي، اختطف تنظيم الدولة الإسلامية في العراق والساد اثنين من التركمان بعد مقتل 23 من سكان القرية. في غوبا وشريكهان، تم اختطاف 60 صبيا ورجلا تركمانيا. في الشهر نفسه، تم اختطاف شاب تركماني يدعى إرهان جامجي من منزله في كركوك.
في أبريل 2015، كشف النائب التركماني العراقي أن أكثر من 400 تركمان عراقي، معظمهم من النساء والأطفال، اختطفهم داعش خلال الأشهر القليلة الماضية. في فبراير 2016، أكد سياسي آخر أنهم 416 فردا، لم يشاهد معظمهم مرة أخرى ويعتقد أنهم تعرضوا للاغتصاب والقتل.
في أغسطس 2015 في الموصل، قام داعش بإعدام جماعي عام ل 2000 شخص، متهما إياهم بالردة، ثم ذكر داعش نفسه أن حوالي 700 منهم من التركمانيين العراقيين.
أودى تفجير سيارة واحدة من داعش عام 2015 في مقاطعة صلاح الدين بحياة 40 تركمانيا. صرح الITF أن هجمات داعش على التركمان العراقيين كانت حملة تطهير عرقية استراتيجية. اختفى 540 مدنيا تركمانيا من تل عفار، من بينهم 125 امرأة، مرة أخرى على يد داعش، وتم العثور على 22 منهم فقط مرة أخرى.
فر 3000 تركمان من بلدة أميرلي في صيف عام 2015. في أواخر عام 2015، وجدت 1500 عائلة تركمانية (7500 فرد) ملجأ في ضريح الإمام علي في كربلاء.
هوجم تازا خورماتو بالأسلحة الكيميائية في 8 مارس مما أسفر عن مقتل ثلاثة وإصابة 1500 شخص. فر 25000 شخص من المدينة. في نفس العام، تعرضت قرية بشير للهجوم أيضا بالأسلحة الكيميائية. تم تدمير 90٪ من بشير خلال استعادتها في عام 2016، بما في ذلك 250 منزلا. في قرية البشير التركمانية، تم اختطاف 9 نساء واغتصابهن وتعليقهن على أعمدة الإنارة في الأماكن العامة. في نفس القرية، تعرضت فتاة تبلغ من العمر 12 عاما للاغتصاب الجماعي وعلقت على عمود كهرباء. عندما حاول السكان التركمانيون إحضار جثتها، قتل 15 رجلا بنيران قناصة من داعش. تم تسجيل حالات الاغتصاب بعد سقوط توز خورماتو في يونيو أيضا.
في يناير، عثرت القوات المسلحة العراقية على مقبرة جماعية في الرشيدية بالقرب من الموصل. ينتمي القبر إلى 27 رجلا وصبيا تركيا مذبحا. كان لجثثهم آثار للتعذيب. في عام 2017، بلغ عدد النساء والفتيات والأطفال التركمانيين المفقودين 1200. في عام 2018، ظل 1300 تركماني في عداد المفقودين.

## تدمير التراث
داعش مسؤول عن تدمير المباني التاريخية التي كانت مهمة. تم تدمير العديد من المساجد التي يعود تاريخها إلى قرن من الزمان، سواء كانت سنية أو شيعية، وكذلك المكتبات. تم تفجير أقدم مكتبة في تل عفر، في حين تم تدمير مكتبة أخرى تضم أكثر من 1500 كتاب تاريخي في ديالى. من بين القطع الأثرية المدمرة ضريح يحيى أبو القاسم (بني في عام 1293 من قبل الزنجيين، الذي دمر في عام 2014)، ضريح الإمام عون الدين (بني في عام 1248 من قبل الزنجيين، الذي دمر في عام 2014)، ضريح قاضي بن الموصل (بنيه عتابج الموصل، الذي دمر في عام 2014)